# تعريف الشيء بنفسه
تعريف الشيء بنفسه هو تعريفه بما اشتمل على نفس المحدود، كما في قولنا: الإنسان حيوان بشر، فإن تعريف الإنسان مشتمل على البشر، وهو نفس الإنسان.